# Nyabaha
Nyabaha är ett vattendrag i Burundi. Det ligger i den centrala delen av landet, 80 km öster om huvudstaden Bujumbura.
Omgivningarna runt Nyabaha är en mosaik av jordbruksmark och naturlig växtlighet. Runt Nyabaha är det tätbefolkat, med 397 invånare per kvadratkilometer.